# Liste der Senatoren der Vereinigten Staaten aus West Virginia
Die Liste der Senatoren der Vereinigten Staaten aus West Virginia führt alle Personen auf, die jemals für diesen Bundesstaat dem Senat der Vereinigten Staaten angehört haben, nach den Senatsklassen sortiert. Dabei zeigt eine Klasse, wann dieser Senator wiedergewählt wird. Die Wahlen der Senatoren der class 1 fanden im Jahr 2018 statt, die Senatoren der class 2 wurden zuletzt im November 2020 wiedergewählt.

## Klasse 1

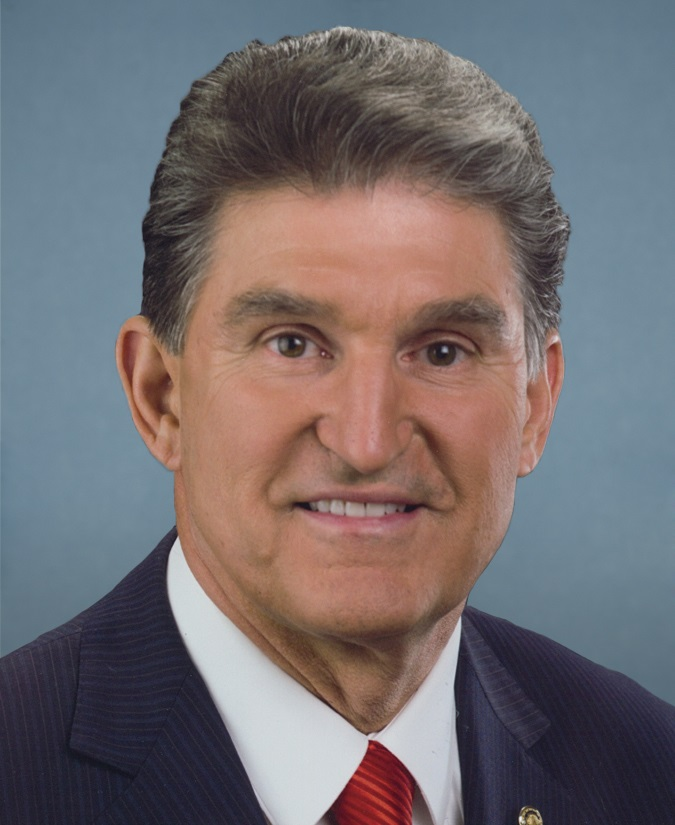
Joe Manchin

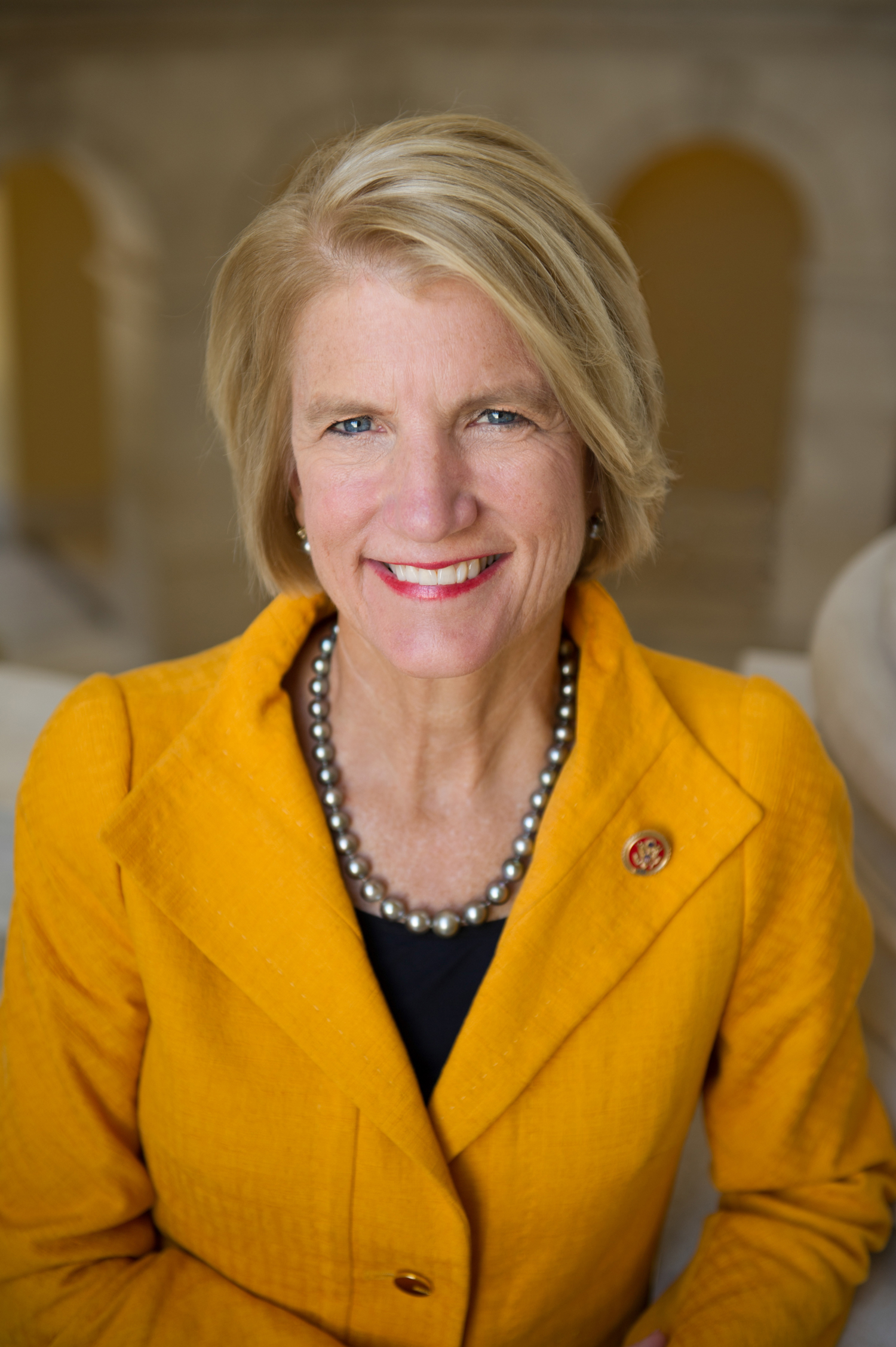
Shelley Moore Capito

West Virginia ist seit dem 19. Juni 1863 US-Bundesstaat und hatte bis heute 18 Senatoren der class 1 im Kongress.
| Name                      | Amtszeit  | Partei       | Lebensdaten                         |
| ------------------------- | --------- | ------------ | ----------------------------------- |
| Peter Godwin Van Winkle   | 1863–1869 | Republikaner | 7. September 1808–15. April 1872    |
| Arthur Ingram Boreman     | 1869–1875 | Republikaner | 24. Juli 1823–19. April 1896        |
| Allen Taylor Caperton     | 1875–1876 | Demokrat     | 21. November 1810–26. Juli 1876     |
| Samuel Price              | 1876–1877 | Demokrat     | 28. Juli 1805–25. Februar 1884      |
| Frank Hereford            | 1877–1881 | Demokrat     | 4. Juli 1825–21. Dezember 1891      |
| Johnson Newlon Camden     | 1881–1887 | Demokrat     | 6. März 1828–25. April 1908         |
| Charles James Faulkner    | 1887–1899 | Demokrat     | 21. September 1847–13. Januar 1929  |
| Nathan Bay Scott          | 1899–1911 | Republikaner | 18. Dezember 1842–2. Januar 1924    |
| William Edwin Chilton     | 1911–1917 | Demokrat     | 17. März 1858–7. November 1939      |
| Howard Sutherland         | 1917–1923 | Republikaner | 8. September 1865–12. März 1950     |
| Matthew Mansfield Neely   | 1923–1929 | Demokrat     | 9. November 1874–18. Januar 1958    |
| Henry Drury Hatfield      | 1929–1935 | Republikaner | 15. September 1875–23. Oktober 1962 |
| Rush Dew Holt Sr.         | 1935–1941 | Demokrat     | 19. Juni 1905–8. Februar 1955       |
| Harley Martin Kilgore     | 1941–1956 | Demokrat     | 11. Januar 1893–28. Februar 1956    |
| William Ramsey Laird III  | 1956      | Demokrat     | 2. Juni 1916–7. Januar 1974         |
| William Chapman Revercomb | 1956–1959 | Republikaner | 20. Juli 1895–6. Oktober 1979       |
| Robert Carlyle Byrd       | 1959–2010 | Demokrat     | 20. November 1917–28. Juni 2010     |
| Carte Patrick Goodwin     | 2010      | Demokrat     | * 27. Februar 1974                  |
| Joseph Anthony Manchin    | seit 2010 | Demokrat     | * 24. August 1947                   |
| James Conley Justice II   | ab 2025   | Republikaner | * 27. April 1951                    |

## Klasse 2
West Virginia stellte bis heute 18 Senatoren der class 2; zwei von ihnen, Davis Elkins und Matthew Neely, absolvierten zwei Amtszeiten, die nicht unmittelbar aufeinander folgten.
| Name                        | Amtszeit  | Partei       | Lebensdaten                        |
| --------------------------- | --------- | ------------ | ---------------------------------- |
| Waitman Thomas Willey       | 1863–1871 | Republikaner | 18. Oktober 1811–2. Mai 1900       |
| Henry Gassaway Davis        | 1871–1883 | Demokrat     | 16. November 1823–11. März 1916    |
| John Edward Kenna           | 1883–1893 | Demokrat     | 10. April 1848–11. Januar 1893     |
| Johnson Newlon Camden       | 1893–1895 | Demokrat     | 6. März 1828–25. April 1908        |
| Stephen Benton Elkins       | 1895–1911 | Republikaner | 26. September 1841–4. Januar 1911  |
| Davis Elkins                | 1911      | Republikaner | 24. Januar 1876–5. Januar 1959     |
| Clarence Wayland Watson     | 1911–1913 | Demokrat     | 8. Mai 1864–24. Mai 1940           |
| Nathan Goff                 | 1913–1919 | Republikaner | 9. Februar 1843–24. April 1920     |
| Davis Elkins                | 1919–1925 | Republikaner | 24. Januar 1876–5. Januar 1959     |
| Guy Despard Goff            | 1925–1931 | Republikaner | 13. September 1866–7. Januar 1933  |
| Matthew Mansfield Neely     | 1931–1941 | Demokrat     | 9. November 1874–18. Januar 1958   |
| Joseph Rosier               | 1941–1942 | Demokrat     | 24. Januar 1870–7. Oktober 1951    |
| Hugh Ike Shott              | 1942–1943 | Republikaner | 3. September 1866–12. Oktober 1953 |
| William Chapman Revercomb   | 1943–1949 | Republikaner | 20. Juli 1895–6. Oktober 1979      |
| Matthew Mansfield Neely     | 1949–1958 | Demokrat     | 9. November 1874–18. Januar 1958   |
| John Dempsey Hoblitzell     | 1958      | Republikaner | 30. Dezember 1912–6. Januar 1962   |
| Jennings Randolph           | 1958–1985 | Demokrat     | 8. März 1902–8. Mai 1998           |
| John Davison Rockefeller IV | 1985–2015 | Demokrat     | * 18. Juni 1937                    |
| Shelley Moore Capito        | seit 2015 | Republikaner | * 26. November 1953                |